# Miller-effekt
Miller-effekt kallas det fenomen som återkopplade förstärkare lätt drabbas av när förstärkningen är stor. Miller-effekten är uppkallad efter John Milton Miller. När Miller publicerade sitt arbete 1920 jobbade han med trioder men teorin kan också appliceras på moderna komponenter såsom JFET transistorn.

## Exempel
Om vi antar att vi använder en vanligt förekommande (dubbel-)triod såsom ECC83 eller 12AX7 som den heter i USA och att denna triod kopplas med ett anodmotstånd lika stort som dess inre resistans dvs c:a 100 kΩ. Slutligen antar vi att katodmotståndet är avkopplat med en tillräckligt stor kondensator och att gallermotståndet inte är större än 1 MΩ (så att vi undviker Edison-effekten dvs ström i gallerkretsen).
Allmänt kan förstärkningen för en triod skrivas
{\displaystyle A_{v}={\frac {-\mu R_{a}}{R_{a}+rp+(\mu +1)R_{k}}}}
Där {\displaystyle \mu } är spänningsförstärkningsfaktorn hos röret, rp den inre resistansen, Rk katodmotståndet och Ra anodmotståndet.
I vårt fall blir förstärkningen alltså
{\displaystyle A_{v}={\frac {-\mu R_{a}}{R_{a}+r_{p}}}={\frac {-\mu R_{a}}{R_{a}+R_{a}}}={\frac {-\mu }{2}}}
dvs c.a 50.
Eftersom vi har en återkoppling i form av en kapacitans mellan styrgallret och anoden (Cag) så måste den kapacitansen, förutom den kapacitansen som vi redan har på ingången dvs Cak, också laddas upp och ur av ingångskretsen. Grovt förenklat kan man se det så här:
Antag att Cag kräver en ström i för att laddas till 1V. Vi tillför ett steg på 1 V på ingången av förstärkaren och anoden rör sig negativ 1V*Av. I detta fallet 50 V. Den totala spänningsförändringen över Cag är då (Av+1)V dvs 51 V. 
Den totala strömmen som måste tillföras av drivsteget innan förstärkaren är då (Av+1)*i eller 51i. Vi kan nu reflektera ner Cag till ingången och säga att exakt den strömmen skulle flöda om en kondensator på (Av+1)*Cag var applicerad mellan styrgallret och jord. Detta är Miller-kapacitansen:
{\displaystyle C_{M}=(A_{v}+1)C_{ag}\ }
Millerkapacitansen för ECC83 blir i detta fallet {\displaystyle C_{in}=C_{ak}+C_{M}=1.8pF+51*1.7pF=88.5pF}
Om vi antar att vi har ett exakt likadant drivsteg före ovanstående förstärkare så har det en utgångsimpedans på Ra/2.
Bandbredden blir då
{\displaystyle f_{0}={\frac {1}{2\pi R_{a}/2C_{in}}}}
Vilket blir lika med 36 kHz för Cin att jämföra med 1,8 MHz för Cak alena.
Det ska noteras att bandbredden alltid är beroende av utgångsimpedansen hos den drivande källan. För att få ner den så mycket som möjligt och därmed få upp bandbredden kan man använda sig av katodföljare eller modernare emitterföljare.
En allmännare och mer utförlig beskrivning av Miller-effekten finns på den engelskspråkiga Wikipedian enligt nedan.